# Benedicta Boccoli
Benedicta Boccoli, född 11 november 1966 i Milano, Italien, är en italiensk skådespelerska.
Hon började hon arbeta på 80-talet i programmet Pronto chi Gioca.
Hennes syster Brigitta Boccoli, debuterade på tv mycket ung, men hennes karriär har utvecklats främst inom teatern..

## Filmografi
- Gli angeli di Borsellino, regisserad av Rocco Cesareo - 2003
- Valzer, regisserad av Salvatore Maira - 2007
- Pietralata, regisserad av Gianni Leacche - 2008
- Ciao Brother, regisserad av Nicola Barnaba - 2016

## Kortfilm
- La confessione (Bekännelsen), regisserad av Benedicta Boccoli, med Claudio Botosso ach Nina Pons – 2020[3]; [4]

## Teater
- Spirito Allegro, av Noël Coward, regisserad av Franco Però - 1992/1993
- Cantando Cantando av Maurizio Micheli, med Maurizio Micheli, Aldo Ralli och Gianluca Guidi - 1994/1995
- Buonanotte Bettina, av Garinei e Giovannini, regisserad av Gianni Fenzi, med Maurizio Micheli, Aldo Ralli och Miranda Martino - 1995/1996/1997
- Can Can - Musical av Abe Burrows, regisserad av Gino Landi, med Mino Bellei och Corrado Tedeschi - 1998/1999
- Orfeo all'inferno - Opera av Jacques Offenbach - 1999 - Tersicore
- Polvere di stelle, regisserad av Marco Mattolini - 2000/2001/2002 - Baserad på Polvere di stelle av Alberto Sordi
- Le Pillole d'Ercole av Maurice Hennequin och Paul Bilhaud, regisserad av Maurizio Nichetti - 2002/2003/2004
- Anfitrione (Plautus), regisserad av Michele Mirabella - 2004
- Stalker av Rebecca Gilmann, regisserad av Marcello Cotugno - 2004
- Pluto (Aristofanes), regisserad av Michele Mirabella - 2004
- Fiore di cactus av Pierre Barillet och Jean-Pierre Grédy, regisserad av Tonino Pulci - 2004/2005/2006
- Prova a farmi ridere av Alan Aykbourn, regisserad av Maurizio Micheli, med Pino Quartullo - 2006
- Stormen av William Shakespeare, regisserad av Walter Manfrè, med Virginio Gazzolo - 2006 - Ariel
- Sunshine av William Mastrosimone, regisserad av Giorgio Albertazzi, och Sebastiano Somma - 2007/2009
- L'Appartamento, av Billy Wilder, regisserad av Patrik Rossi Gastaldi, med Massimo Dapporto - 2010
- Vite private, av Noël Coward, med Corrado Tedeschi - 2012-2013
- Dis-order, av Neil LaBute, regisserad av Marcello Cotugno, och Claudio Botosso - 2014
- Incubi d'Amore, av Augusto Fornari, Toni Fornari, Andrea Maia, Vincenzo Sinopoli, dir. Augusto Fornari, och Sebastiano Somma, Morgana Forcella - 2014
- Crimes of the Heart, av Beth Henley, regisserad av Marco Mattolini - 2015[5]; [6]
- A Room with a View, av E. M. Forster, dir. Stefano Artissunch - 2016
- Kaktusblomman av Pierre Barillet, Jean-Pierre Grédy; regisserad av Piergiorgio Piccoli, Aristide Genovese - 2016
- Il più brutto week-end della nostra vita av Norm Foster, dir. Maurizio Micheli - 2017-2018
- Testet av Jordi Vallejo, regisserad av Roberto Ciufoli, med Roberto Ciufoli, Simone Colombari och Sarah Biacchi - 2019-2020[7]; [8]
- Su con la vita av Maurizio Micheli, regisserad av Maurizio Micheli, med Benedicta Boccoli, Nini Salerno ich Nina Pons - 2020[9]; [10]